# Peggy Mays
Peggy Mays (Nijmegen, 25 maart 1989) is een Nederlands zangeres.
In 2008 bereikte zij de finale van de talentenjacht Sterren.nl Academy. Op 17 november 2008 bracht zij haar eerste single uit, getiteld "De liefde van mijn leven". Dit nummer werd geschreven en geproduceerd door Edwin van Hoevelaak. Twee jaar later deed Mays mee aan het Nationaal Songfestival, waarbij ze het door Pierre Kartner geschreven "Ik ben verliefd (sha-la-lie)" vertolkte. Ze kreeg van de vakjury noch van het publiek punten toegekend.